# Hugo Lindh
Hugo Lindh, född 14 december 1899 i Ovanåker, Gävleborgs län, död 13 december 1979 i Borlänge, Kopparbergs län, var en svensk kompositör och sångtextförfattare.
Bland hans kompositioner märks Flottarkärlek (Jag var ung en gång för längesen) som  Gösta "Snoddas" Nordgren slog igenom med.

## Filmmusik
- 1967 – Åsa-Nisse i agentform